# رنس بلوم
رنس بلوم (هلندی: Rens Blom؛ زادهٔ ۱ مارس ۱۹۷۷) ورزشکار پرش با نیزه اهل هلند است.